# Полеванов, Владимир Павлович
Владимир Павлович Полеванов (род. 11 ноября 1949, Харьков, Украинская ССР, СССР) — советский геолог, доктор геолого-минералогических наук; российский государственный деятель, советник министра природных ресурсов России.
Председатель комитета госимущества и зам председателя правительства России (1994—1995), губернатор Амурской области (1993—1994).

## Биография

### Происхождение
Родился в 1949 году в Харькове Украинской ССР. В 1971 году окончил геологический факультет Харьковского государственного университета.
С 1971 года работал на Колымских приисках в Магаданской области: начинал горным мастером на золотодобывающей шахте, с 1973 года — главный геолог геологоразведочной партии, с 1977 года — главный геолог Ягоднинской экспедиции Северо-Восточного геологического управления (СВГУ).
В 1983 году заочно окончил аспирантуру Ленинградского горного института.
С 1983 года по 1988 год — начальник геологического отдела объединения «Севвостгеология». С 1988 года по 1989 год — заведующий лабораторией геологии россыпей в Магаданском филиале Центрального научно-исследовательского геолого-разведочного института, руководил разведкой золота в Амурской области. С 1989 года по 1992 год — главный геолог вновь созданного объединения «Амургеология» (Благовещенск).

### Государственная и политическая деятельность
С 1992 года по 1993 год — председатель Амурского областного комитета по геологии и использованию недр. После попытки государственного переворота в октябре 1993 года законно избранный глава администрации Александр Сурат был снят Ельциным с должности, и с октября 1993 по ноябрь 1994 Полеванов был главой администрации Амурской области.
15 ноября 1994 года Владимир Полеванов занял должность заместителя председателя правительства РФ — председателя Государственного комитета РФ по управлению государственным имуществом. На этом посту он сменил Чубайса. Полеванов выражал возмущение проводимым реформам:
Подняв документы, я с ужасом обнаружил, что целый ряд крупнейших предприятий ВПК был скуплен иностранцами за бесценок. То есть заводы и КБ, выпускавшие совсекретную продукцию, вышли из-под нашего контроля. Тот же Джонатан Хэй (Jonathan Hay) с помощью Чубайса купил 30 % акций Московского электродного завода и действовавшего с ним в кооперации НИИ «Графит» — единственного в стране разработчика графитового покрытия для самолётов-невидимок типа «Стелс». После чего Хэй заблокировал заказ военно-космических сил на производство высоких технологий. 
Получив полномочия, Полеванов попытался приостановить происходивший, по его мнению, «захват» иностранцами госимущества, изъяв пропуски для доступа в правительственные учреждения Госкомимущества и распорядившись приостановить торговлю акциями алюминиевых заводов, дабы исключить скупку контрольных пакетов акций иностранцами.
В интервью Моисею Гельману («Промышленные ведомости», № 10, декабрь 2000) Полеванов также заявлял, что препятствовал проведению реформ Чубайсом, который, согласно Полеванову, цинично отзывался о рисках для людей:
Когда я пришел в Госкомимущество и попытался изменить стратегию приватизации, Чубайс заявил мне открытым текстом: «Что вы волнуетесь за этих людей? Ну, вымрет тридцать миллионов. Они не вписались в рынок. Не думайте об этом — новые вырастут»
Позднее Чубайс назвал эту цитату «ложью» Полеванова.
В январе 1995 года Борис Ельцин отстранил Полеванова от должности. Экономист Михаил Хазин объяснял отставку так: «[Правительство] пожаловались в вашингтонский обком, который сказал Ельцину: если Полеванова не уберешь, очередной транш МВФ не дадим.». На должности руководителя Госкомимущества Полеванова сменил Сергей Беляев.
С января по июль 1995 года — заместитель начальника Контрольного управления Президента РФ.
В апреле 1995 года организовал и был избран председателем общероссийского общественно-политического движения «Новая Россия», в августе 1995 года создал предвыборный блок «За Родину» и стал его лидером (на выборах в Государственную Думу РФ второго созыва в декабре 1995 года блок не смог преодолеть 5-процентный барьер.

### Профессиональная и научная деятельность
В феврале 1996 года создал и возглавил горнорудную компанию «Апсакан». В июле 1996 года стал вице-президентом национального фонда «Стратегические ресурсы России».
Ныне — руководитель инвестиционной программы «Золото России», председатель консорциума «Золотой мост», объединяющего ряд российских и иностранных компаний с целью совместной разведки и освоения золоторудного потенциала Сибири и Дальнего Востока, а также ряда новых золотоносных площадей за рубежом (в частности в Мали, Зимбабве, Австралии).
Президент горнорудной компании «Апсакан», председатель консорциума «Золотой мост», вице-президент национального фонда «Стратегические ресурсы России».
Осенью 2015 года выступил в поддержку гипотезы изначально гидридной Земли геолога Ларина, которого «он знает больше 15 лет». В двух статьях в Комсомольской Правде, 26 сентября 2015 года и Бизнес Online, 16 декабря 2015 года, а также на последовавшем заседании научного[какого?] совета РАН (конец октября 2015 года) он обнародовал и объяснил факты выхода водорода («дегазации») из-под земли, иногда сопровождающиеся мощными взрывами из круглых воронок, образованием кольцевых следов на льду озёр, на почве (с порчей её плодородности), уничтожением леса, образованием озёр без притока внешней воды, часто идеально круглой формы, которые видимы на современных спутниковых фото. Полеванов призвал к мониторингу водородного истечения и учёту его при строительстве городов и объектов промышленности, включая атомные электростанции.
Вторым следствием теории, поддержанной Полевановым, является абиогенное возникновение нефти, газа, других углеводородных ископаемых и возобновляемость нефти в истощенных месторождениях, так как последующие истечения глубинного водорода вновь запускают цепные реакции их синтеза.
Полеванов выступил в поддержку госпрограмм по созданию водородной экономики, то есть мер по прямой добыче водорода как полезного ископаемого и экологически чистого топлива.
Отрицает глобальное потепление.
Автор более 50 научных трудов и монографии по геологии и металлогении месторождений золота СССР и мира.

## Семья, личная жизнь
Отец, Павел Тихонович Полеванов (1915—1984), — токарь харьковского завода «Серп и молот», участвовал в Великой Отечественной войне, был тяжело ранен в висок 9 мая 1945 года под Прагой, после чего пролежал в госпитале 3 года. Мать Полеванова, Фёкла Алексеевна, была медсестрой в том же госпитале.
Женат, имеет дочь и сына. Увлечения: горный туризм, футбол, шахматы.

## Участие в профессиональных сообществах
- член Российской академии естественных наук;
- действительный член Российской инженерной академии;
- президент геологического отделения Международной академии информатизации.